# Fösingsmåla
Fösingsmåla är en ort i Älmeboda socken, Tingsryds kommun,  Kronobergs län. Fösingsmåla ligger cirka 2.5 km från byn Yxnanäs, belägen längs Länsväg 122 mellan Rävemåla och Eringsboda.

## Historia
Enligt lokal sägen kommer ortnamnet från en person med namnet Phösing. Sannolikt skedde den första permanenta bosättningen i området i samband med jordbrukets expansion och befolkningstillväxten mellan åren 1200 och 1350. I källorna finns byn omnämnd i Arvid Trolles jordebok från 1498, där byn anges som Fesmale. Arvid Trolle var vid den här tiden en av Sveriges största jordägare och innehavare av Bergkvara slott. I en skattelängd upprättad i samband med Älvsborgs lösen 1571 återfinns två gårdar i Fösingsmåla. En gård ägdes av Lage Axelsson Posse av adelsätten Posse på Aspenäs och arrenderades av frälselandbo Erengisle, medan den andra gården ägdes av Sten Axelsson Banér och arrenderades av frälselandbo Sven Sommar. Båda gårdarna innehade vardera 2 oxar och 15 kor, samt ca 20 får eller svin. Dessa båda gårdar antas utgöra Fösingsmåla Norregård respektive Södergård.
I boken "Historisk beskrifning om Småland i gemen, i synnerhet Kronobergs och Jönköpings lähner, ifrån äldsta, til närwarande tid, om thess politie, natural-historia, bergwärk, kyrko-stat, folkmängd, hushållning, kyrkor, slott och herre-gårdar, med mera minnes wärdt." från 1770 anges Fösingsmåla som allmänning.
Inom byns område har 13 torp identifierats. Ett av torpen har varit ett husartorp tillhörigt smålands husarregemente. Ett annat har varit ett soldattorp tillhörigt Konga kompani.
Byn skiftades vid enskiftet runt 1825 och laga skifte 1870-1881. Efter skiftena flyttades husen i början av 1900-talet från byns centrum, där de tidigare legat i en radby, ut till respektive gårds skiften.
Fösingsmåla beskrivs 1932 i Svenska orter : atlas över Sverige med ortbeskrivning / Del I (sidan 311) :
By i Kronobergs län, Älmeboda kommun med 11 jordbruksfastigheter med sammanlagt taxeringsvärde 80 300 kr, därav 57 600 jordbruksvärde och 22 700 skogsvärde. Antalet jordbruksfastigheter har sedan dess minskat till 8.

## Byn
Byn består idag av 8 gårdar, varav 4 härstammar från Fösingsmåla Norregård och 4 från Fösingsmåla Södergård. Av torpen återstår endast ett idag, övriga är ruiner.